# Louis de Grenade

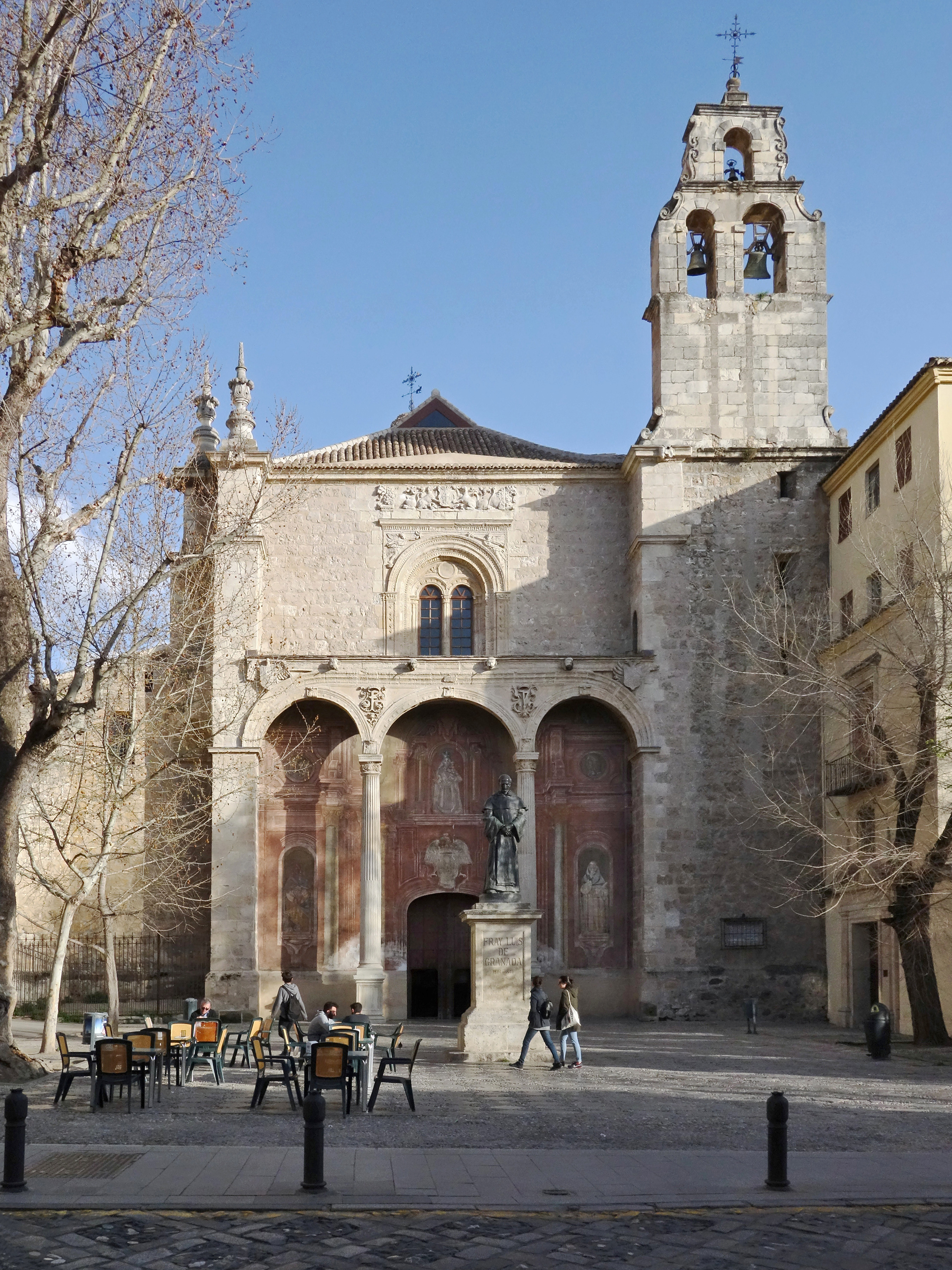
Monument à Louis de Grenade, devant l'Église de Santo Domingo à Grenade.

Louis de Grenade, né Luis de Sarria à Grenade en 1504 et décédé à Lisbonne le 31 décembre 1588, est un prêtre dominicain espagnol,  prédicateur et écrivain spirituel de renom. Il est considéré comme 'Vénérable' par l'Église catholique.

## Biographie
Baptisé 'Luis de Sarria', l'enfant perd son père peu après sa naissance, ce qui eut de graves conséquences sur sa jeunesse: sa mère est réduite à la mendicité et cette expérience précoce de la pauvreté, de l'humilité et de l'abandon marque durablement le caractère de Luis : toute sa vie, il accordera une grande attention aux pauvres, et montrera une dévotion toute particulière à l'égard de Jésus enfant. On raconte que les comtes de Mendoza le prirent sous leur protection après l'avoir entendu prêcher à ses camarades de jeu le sermon qu'il venait d'entendre à l'église. Luis devient donc page de Diego Hurtado de Mendoza.
Il grandit dans l'Alhambra de Grenade, où vivaient les Mendoza, et étudie les lettres. À dix-neuf ans, il est admis au couvent dominicain de Santa Cruz La Real, à Grenade. Il prononce ses vœux en 1525, et prend le nom de religion de 'frère Luis de Grenade' ; il se fait très vite remarquer par ses talents de prédicateur, et reçoit une formation théologique poussée : après ses études à Grenade, il est envoyé en 1529 au couvent de San Gregorio, à Valladolid. Il y fait la connaissance de son confrère Melchior Cano, avec lequel il aura plus tard maille à partir, mais également de l'archevêque Carranza, qui fut l'un des premiers à mettre en œuvre la Réforme tridentine en Espagne.
Bien que dominicain, Louis de Grenade fut disciple spirituel de Jean d'Avila, de 1534 à son départ pour le Portugal en 1550. Par Juan d'Avila il fut en contact avec les premiers Jésuites d'Espagne. Durant toute sa vie le dominicain fut un soutien constant du nouvel ordre religieux fondé par Ignace de Loyola.  Dans sa biographie La vie du R.P. Jean Avila, prêtre séculier (1641), le dominicain revient sur les conseils donnés pas Jean d'Avila à ses disciples, dont celui d'entrer dans la Compagnie de Jésus. A l'inauguration du collège jésuite d'Évora, la prédication est confiée au dominicain qui, plus tard (1575), dédie son livre Rhétorique ecclésiastique à la nouvelle Université d'Évora dont il loue la maturité. Il est en correspondance avec plusieurs jésuites dont François de Borgia, Pedro de Ribadeneyra et Claudio Acquaviva et s'intéresse aux missions jésuites du Japon. Son soutien à la jeune Compagnie de Jésus (et les amitiés qu'il y entretient) contraste avec celle de son Ordre dominicain qui se méfie des nouveaux religieux.   
Supérieur provincial des Dominicains au Portugal, Louis de Grenade est également proche du cardinal Henrique, futur roi du Portugal (Henri 1er), qu'il fréquenta durant plus de 25 ans. Louis de Grenade meurt à Lisbonne le 31 décembre 1588. Il est considéré comme 'Vénérable' par l'Église catholique.

## Écrits

### Œuvres complètes
- Obras completas de Fray Luis de Granada, Madrid, 1994-2006

### Écrits particuliers
- Louis de Grenade, Perla preciosissima, Lisbonne, 1575 (lire en ligne)
- Louis de Grenade, Traité de l'oraison, du jeûne et de l'aumône, trad. Joseph de Almeida, coll. Sagesses chrétiennes, Paris, Cerf, 2004.
- Louis de Grenade, La vie du R.P. Jean Avila, prêtre séculier, Paris, Camus, 1641
- Louis de Grenade, Guide des pécheurs, Paris, Le Petit, 1679 (lire en ligne sur Tolosana).
- Louis de Grenade, Mémorial de la vie chrétienne, Paris, Le Petit, 1701 (lire en ligne sur Tolosana).
- Louis de Grenade, Rhétorique ecclésiastique, Traité de l'éloquence des prédicateurs, trad. Binet, Lyon, Guyot, 1829, 2 volumes (lire en ligne sur gallica.fr)
- Louis de Grenade, Vie du vénérable serviteur de Dieu, Dom Bartholomée des martyrs, Paris, Douniol, 1870, (lire en ligne sur gallica.fr).